# Христианство в Колумбии

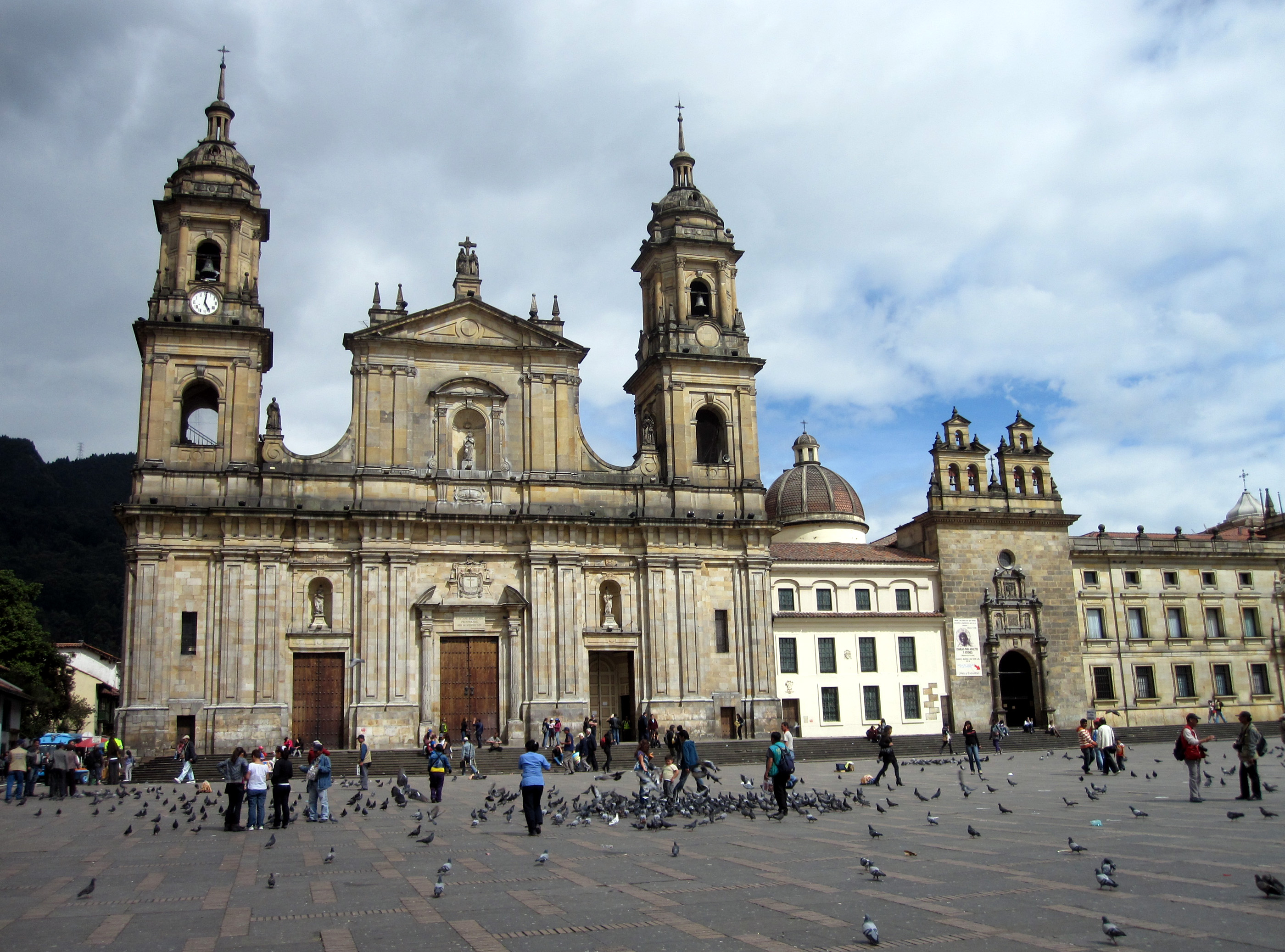
Католический Кафедральный собор Непорочного зачатия в Боготе

Христианство в Колумбии — самая распространённая религия в стране.
По данным исследовательского центра Pew Research Center в 2010 году в Колумбии проживало 42,81 млн христиан, которые составляли 92,5 % населения этой страны. Энциклопедия «Религии мира» Дж. Г. Мелтона оценивает долю христиан в 2010 году в 95,9 % (45,95 млн).
Крупнейшим направлением христианства в стране является католицизм. В 2000 году в Колумбии действовало свыше 17 тыс. христианских церквей и мест богослужения, принадлежащих 173 различным христианским деноминациям.
Помимо колумбийцев, христианство исповедуют большинство живущих здесь ямайцев, американцев, испанцев, французов, румын и немцев. В христианство также обращены чибча, кечуа, уитото, большинство паэс, гуахибо, сену, инга, гуамбиа, юкпа и тукуна.
Христиане Колумбии участвуют в межконфессиональном диалоге. В 2001 году в стране была создана Экуменическая сеть Колумбии, объединившая католиков и протестантов. Консервативные евангельские христиане сотрудничают вместе в Евангелической конфедерации Колумбии, связанной со Всемирным евангельским альянсом. По состоянию на 2015 год лишь одна церковь Колумбии (пресвитерианская) входит во Всемирный совет церквей.